# Вольф, Ханнес (австрийский футболист)
Ха́ннес Во́льф (нем. Hannes Wolf; род. 16 апреля 1999, Грац) — австрийский футболист, полузащитник клуба «Нью-Йорк Сити».

## Клубная карьера
Вольф пришёл в академию «Ред Булла» в 2014 году. Окончил её в 2016 году. Был переведён во вторую команду, выступающую в первом австрийском дивизионе, — «Лиферинг». 26 февраля 2016 года дебютировал за неё в поединке против «Санкт-Пёльтена». Всего в дебютном сезоне провёл 10 матчей.
В сезоне 2016/17 стал основным игроком «Лиферинга». Провёл 25 матчей, забил шесть мячей. Это позволило ему принимать участие в тренировках с «Ред Буллом», и 17 декабря 2016 года Вольф дебютировал в австрийской Бундеслиге поединком против «Вольфсберга», выйдя на замену на 85-й минуте вместо Такуми Минамино. Всего в дебютном сезоне провёл 3 встречи. Сезон 2017/18 начал как игрок стартового состава. 5 августа 2017 года забил свой первый мяч в ворота команды «Адмира Ваккер Мёдлинг».
23 января 2019 года было объявлено о переходе Вольфа в «РБ Лейпциг» летом.
21 июля 2020 года Вольф был арендован «Боруссией» из Мёнхенгладбаха до июня 2021 года с опцией выкупа. 2 февраля 2021 года менеджер «Гладбаха» Макс Эберль объявил о выкупе Вольфа. По информации kicker, в дополнение к плате за аренду в размере 1,5 млн евро саксонцам было перечислено ещё 9 млн евро за окончательную покупку полузащитника.
20 января 2022 года Вольф отправился в аренду в «Суонси Сити» до конца сезона Чемпионшипа 2021/22.
16 января 2024 года Вольф перешёл в клуб MLS «Нью-Йорк Сити», подписав контракт до конца сезона 2027 с опцией продления на сезон 2028. В американской лиге дебютировал 24 февраля в матче стартового тура сезона 2024 против «Шарлотта».

## Карьера в сборной
Летом 2019 года Ханнес был приглашён в сборную для участия в чемпионате Европы среди молодёжных команд, который состоялся в Италии. В первом матче в группе против Сербии он отличился голом на 37-й минуте и его команда победила 2:0.

## Достижения
Командные
«Ред Булл» (мол.)
- Победитель Юношеской лиги УЕФА: 2016/17

«Ред Булл»
- Чемпион Австрии: 2016/17, 2017/18, 2018/19
- Обладатель Кубка Австрии: 2016/17, 2018/19